# Còlit gris
El còlit gris (Oenanthe oenanthe) (coablanca, culblanc, coll seriós i fadrí a les Balears, i bitxac rogenc al País Valencià) és un petit ocell passeriforme que anteriorment estava classificat dins la família dels túrdids (Turdidae), però ara es considera que pertany a la família Muscicapidae. Aquest ocell és el més estès del seu gènere Oenanthe a Europa i Àsia. El seu estat de conservació es considera de risc mínim.
El còlit gris és un ocell migrador insectívor que cria en terrenys oberts i pedregosos d'Europa i Àsia amb poblacions a l'est del Canadà i Groenlàndia com també a l'oest del Canadà i Alaska. Fa el niu en llocs rocosos i caus de conill. Tots ells hivernen a l'Àfrica i, per tant, les poblacions de Groenlàndia fan una de les distàncies més llargues en ocell migradors.
Subespècies::
- La comuna oenanthe
- De Groenlàndia leucorhoa
- De Seebohm seebohmi
- Del sud libanotica
- De Creta virago
- D'Egipte rostrata

## Descripció
Fa de 14.5 a 16 cm de llargada.

## Estatus
Té una àrea de distribució molt ampla, estimada en 2.3 milions de kilòmetres quadrats, i una gran població estimada en 2.9 milions d'individus.